# Андреа Барњани
Андреа Барњани (итал. Andrea Bargnani; Рим, Италија, 26. октобар 1985) је бивши италијански кошаркаш. Играо је на позицијама крилног центра и центра.

## Каријера
Од 2003. године је заиграо за Бенетон из Тревиза. У овом клубу је провео наредне три сезоне, освојивши притом једну титулу првака Италије као и два Купа. Добио је награду за Евролигину звезду у успону у сезони 2005/06.
На НБА драфту 2006. је одабран као први пик од стране Торонто репторса, па је тако постао први европски кошаркаш коме је то успело. Уврштен је идеалну поставу НБА новајлија за сезону 2006/07. Седам година је провео у Торонту након чега је лета 2013. године мењан у Њујорк никсе. У Њујорку је провео две сезоне а затим је годину дана био играч Бруклин нетса. Последњи играчки ангажман је имао у шпанској Басконији током сезоне 2016/17.
За сениорску репрезентацију Италије је наступио на три Европска првенства – 2007, 2011. и 2015. године.

## Успеси

### Клупски
- Бенетон Тревизо:
  - Првенство Италије (1): 2005/06.
  - Куп Италије (2): 2004, 2005.

### Појединачни
- Идеални тим новајлија НБА — прва постава: 2006/07.
- Звезда у успону Евролиге (1): 2005/06.